# Horace Tabberer Brown
Horace Tabberer Brown (20 juli 1848 - 6 februari 1925) was een Brits chemicus.
Brown werd geboren op het moment dat zijn biologische vader was overleden. Hij groeide op met zijn stiefvader, een bankier en amateur-natuuronderzoeker, die hem op zijn twaalfde wist te interesseren voor de wetenschap.
Browns vroegste werk betrof de behandeling van afvalwater. Later verlegde hij zijn interesse naar de geologie van het Perm. Vanaf 1890 bestudeerde Brown de omzetting van koolstofdioxide in planten. Hij richtte het Guinness Research Laboratory in Dublin op in 1901. Vanaf dat moment verwierf hij bekendheid voor zijn studie naar bierbrouwen.
In 1889 werd Brown verkozen tot Fellow of the Royal Society. Hij won de Copley Medal in 1920.